# Imádkozó sáska
Az imádkozó sáska vagy ájtatos manó (Mantis religiosa) a rovarok (Insecta) osztályába sorolt fogólábúak (Mantodea) rendjéből, az  imádkozó sáskák (Mantidae) családjából az egyetlen, Magyarországon is honos faj. Az imádkozó sáska elnevezés kissé félrevezető, mivel nincs rokonságban a valódi sáskákkal; legközelebbi rokonai a csótányok és a termeszek.
Tudományos nevében a Mantis szó jóst jelent: erre vonatkozik a Theokritosz által leírt „mantis ha kalamaia” kifejezést is, ami tulajdonképpen a nádszálakban ülő jóst, látnokot jelent. Az iszlám hagyomány azt tartja róla, hogy fogólábaival Mekka felé mutat.
Magyarországon védelem alatt áll, 2012-ben az év rovarjává választották.

## Leírása

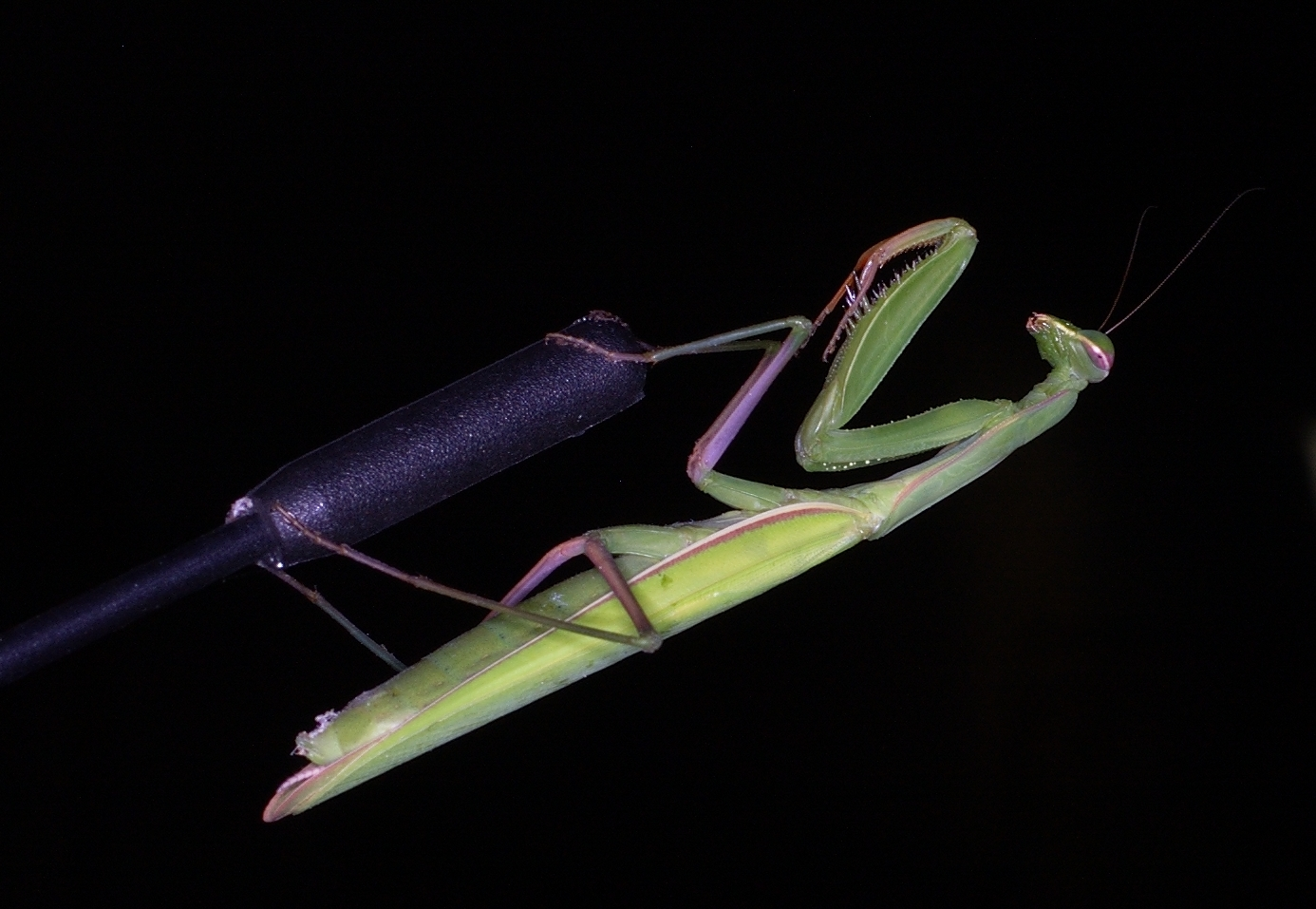
Imádkozó sáska

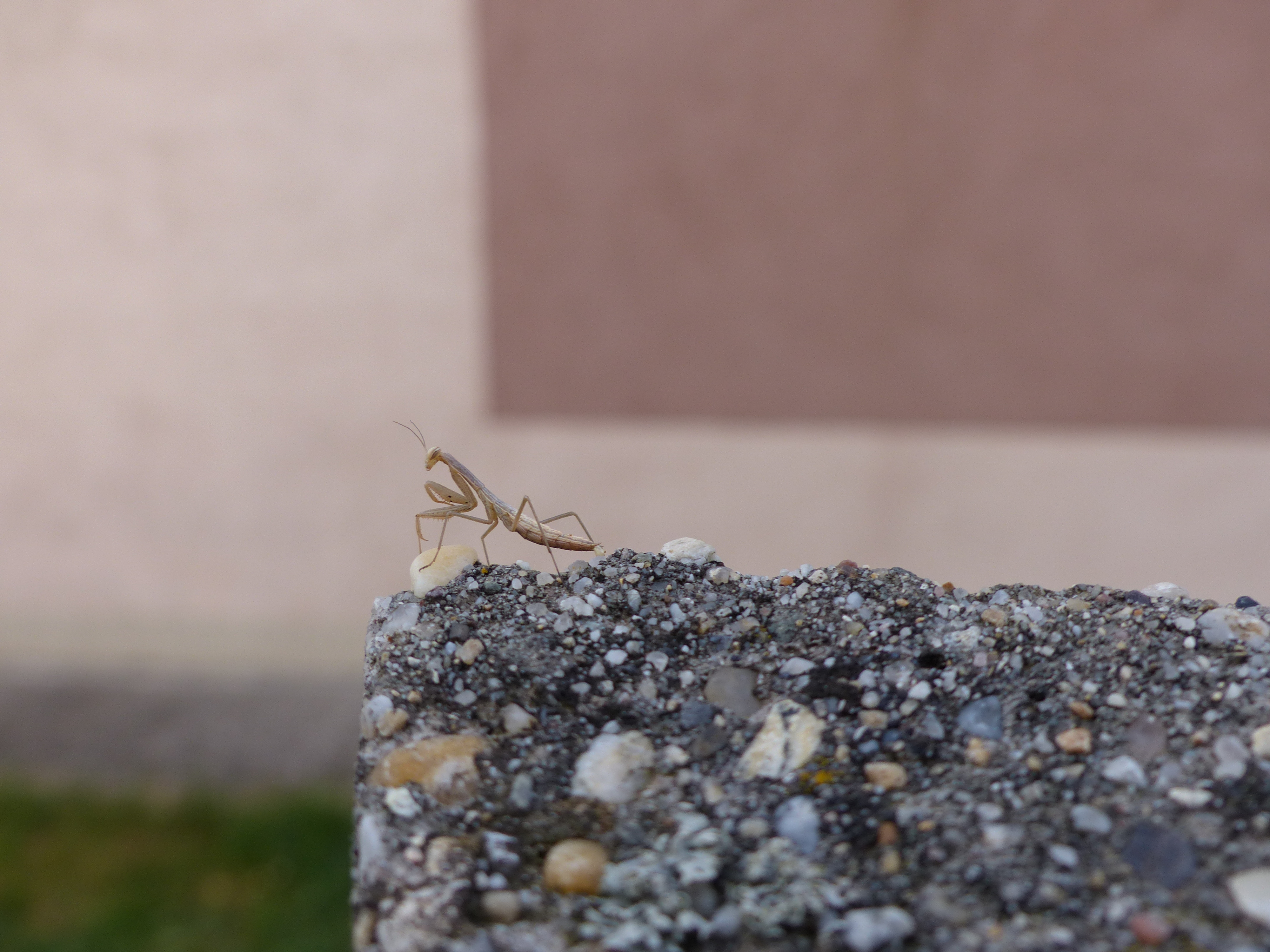
Fiatal imádkozó sáska

Jól felismerhető megnyúlt előtoráról és jellegzetesen meghajlított első lábairól, amelyek tüskések és igazi fogókészüléket alkotnak. Leggyakrabban zöldes vagy barnás színű. Színezete a közhiedelemmel ellentétben nem függ össze a környezetében lévő növények színezetével, a színek kialakulása eddig ismeretlen. Alakjának és testtartásának köszönhetően jól beleolvad a környezetébe.
A  6–7,5 centiméter hosszú nőstény zömökebb, nagyobb; potroha felduzzad a benne rejlő petéktől, a hím mindig karcsú, 4–5 cm hosszú.

## Táplálkozása
Tápláléka elsősorban röpképes rovarokból áll – nagy étvágyú, kíméletlen ragadozó. Gyakran mozdulatlanná meredve, lesből támad (bár ilyenkor néha hosszú lábain „hintázni” kezd, hogy áldozata szélfútta falevélnek higgye). Előfordul az is, hogy óvatosan megközelíti áldozatát, majd ráveti magát. Mindkét esetben fogólábaival ragadja meg a zsákmányt olyan sebességgel, hogy azt az emberi szem nem is képes érzékelni. Csak élő és mozgó állatot fognak el.
Főleg röpképes rovarokkal táplálkoznak  és úgy tűnik, hogy a szöcskék meglehetősen népszerűek az étlapjukon  de a csótányok is zsákmányul esnek.
Megfigyelték már, hogy bizonyos példányok kisebb gyíkokat, madárfiókákat is megtámadnak és sikeres támadás esetén el is fogyasztják azokat.

## Szaporodás
Számottevő ivari dimorfizmus nincsen, eltekintve attól, hogy a hímek átlagmérete kisebb, mint a nőstényeké. A párosodás nyár végén történik, a frissen kikelt állatok nagyon hasonlítanak a kifejlett imádkozó sáskára (de kisebbek és szárnyatlanok): kifejléssel növekednek. A nőstény néha (de közel sem mindig) felfalja a hímet párzás után (kannibalizmus), de akár a nemi aktus közben is (a hím gyakran akkor is folytatja a párzást, ha a feje vagy más testrészei már hiányoznak).
|  |  |  |  |

## Élőhelye

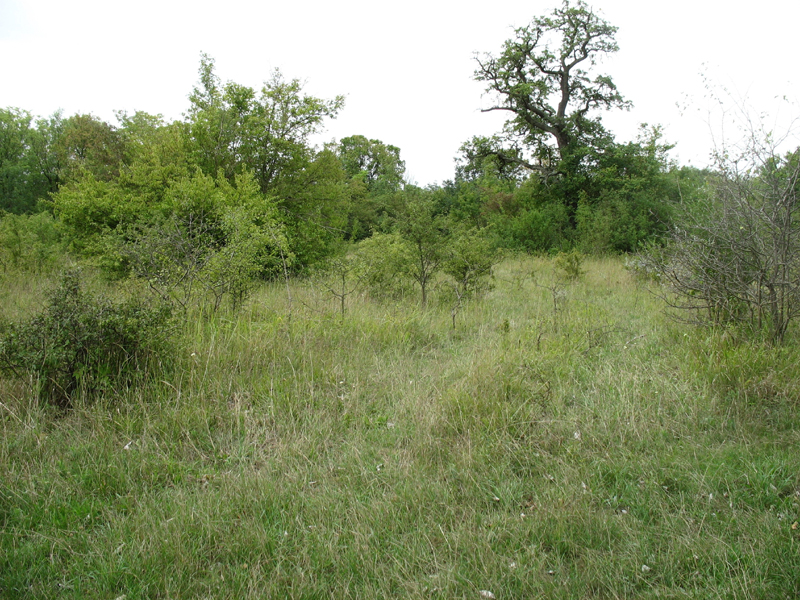
Az imádkozó sáska tipikus élőhelye

Az imádkozó sáska a meleg száraz, bokros-füves területeket szereti, nagyon kedveli a dombvidékek déli fekvésű, napsütötte, de nem kopár oldalait. Megtalálható Közép-Európában, így hazánkban is, számos alfaja szinte valamennyi kontinensen előfordul.